# Eszeveszett birodalom
Az Eszeveszett birodalom (eredeti cím: The Emperor's New Groove) 2000-ben bemutatott amerikai 2D-s számítógépes animációs film, a Walt Disney Pictures 40. animációs filmje, amelynek rendezője Mark Dindal, producere Randy Fullmer. A forgatókönyvet David Reynolds írta, a zenéjét John Debney szerezte. A mozifilm gyártói a Walt Disney Pictures és a Walt Disney Feature Animation, forgalmazója a Buena Vista Pictures. Műfaja fantasy filmvígjáték. Amerikában 2000. december 15-én, míg Magyarországon 2001. március 29-én mutatták be a mozikban.

## Cselekmény
|  | Alább a cselekmény részletei következnek! |

A történet Dél-Amerikában játszódik, egy Inka-szerű civilizációban. A birodalom királya Kuzcó, egy 18 éves, nagyszájú, magának való, önző fiatalember. Aki ellenkezik vele, azt egyszerűen kidobja a palotából. Magához hívat egy hegyi pásztort,  Pachát, akinek a háza helyére akarja építeni az nyaralóját, Kuzcotópiát. Azonban gondtalan életének végeszakad, mikor Yzma egy lámává változtatja. Szerencsétlenségében pont annál a pásztornál köt ki, kinek a házát le akarta rombolni. A pásztor válaszút elé kerül: megmenti a király életét és visszajuttatja a palotába a trónra, vagy inkább a házát menti meg, és hagyja hogy ellensége odavesszen a dzsungelben. Győz a jósága és együtt visszaindulnak a fővárosba. Eközben Yzma sem tétlenkedik, együgyű szolgájával, Kronk-kal a nyomába ered, hogy minél hamarább megölhesse. Számos kaland során végül megszerzik az ellenszert, Kuzcó visszaváltozik emberré, Yzma pedig egy kiscica lesz. A király a kalandok során megváltozik, már nem önző annyira, így Pacha háza is megmenekül.
|  | Itt a vége a cselekmény részletezésének! |

## Szereplők

### Magyar változat
A szinkront a Mafilm Audio Kft. készítette.
- Magyar szöveg: Tóth Tamás
- Hangmérnök: Erdélyi Imre, Fék György
- Rendezőasszisztens: Molnár Dóra
- Vágó: Kajdácsi Brigitta
- Gyártásvezető: Fehér József
- Szinkronrendező: Csörögi István
- Művészeti vezető: Haber Andrea

További magyar hangok: Bácskai János, Balogh Anna, Czető Ádám, Czető Roland, Forró István, Garai Róbert, Imre István, Kajtár Róbert, Kapácsy Miklós, Kenderesi Tibor, Koszás Barbara, Palóczy Frigyes, Papucsek Vilmos, Rékai Nándor, Szokol Péter, Véghely Anita

## Jelölések
- 2001 – Oscar-díj jelölés – a legjobb eredeti filmdal – Sting, David Hartley – "My Funny Friend and Me"
- 2001 – Golden Globe-díj jelölés – a legjobb eredeti filmdal – Sting, David Hartley – "My Funny Friend and Me"

## Televíziós megjelenések
- Digi Film, Viasat 3
- RTL Klub